# Stephan Bone-Winkel

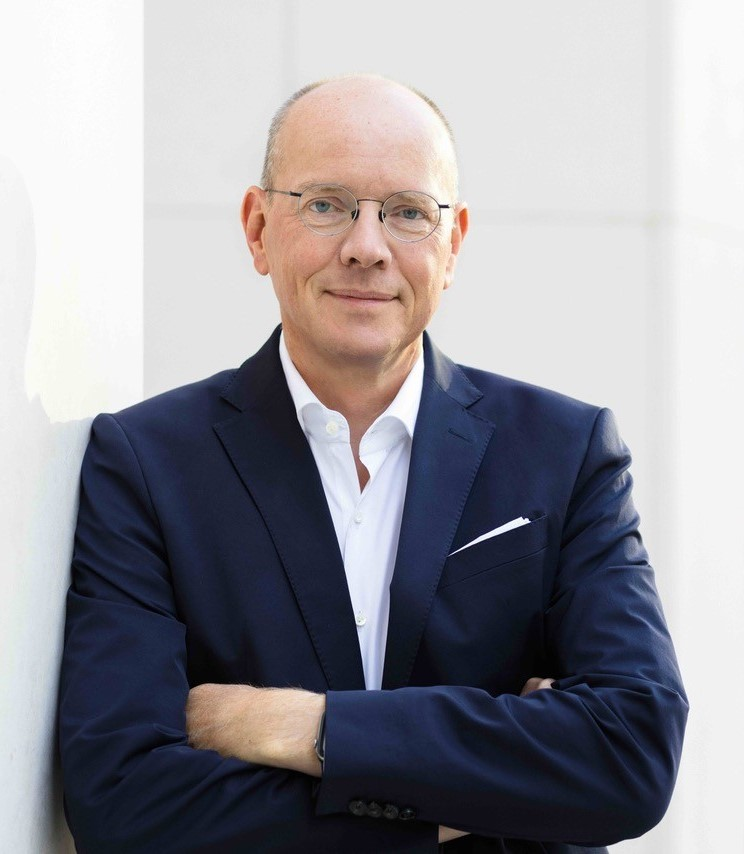
Stephan Bone-Winkel (2025)

Stephan Bone-Winkel (* 18. Mai 1965) ist ein deutscher Immobilienunternehmer und Inhaber der Honorarprofessur Immobilienentwicklung mit Schwerpunkt Projektentwicklung am IREBS Institut für Immobilienwirtschaft an der Universität Regensburg.

## Biografie
Stephan Bone-Winkel studierte Betriebswirtschaftslehre an der Universität zu Köln und der École des hautes études commerciales (HEC) in Paris. Er promovierte 1994 bei Karl-Werner Schulte an der European Business School (heute EBS Universität für Wirtschaft und Recht) in Oestrich-Winkel über „Das strategische Management von offenen Immobilienfonds unter besonderer Berücksichtigung der Projektentwicklung von Gewerbeimmobilien“. Von 1993 bis 1995 war er Geschäftsführer der ebs Immobilienakademie (heute IREBS Immobilienakademie) und baute deren Berliner Niederlassung auf. 1996/1997 war Bone-Winkel für die Deutsche Bank im Bereich Projektentwicklung in Berlin tätig. 1997 gründete er in Berlin mit Ingo-Hans Holz die BEOS Projektentwicklung und Immobilienmanagement GmbH (heute BEOS AG). Diese hat er in 2018 an die Swiss Life Asset Managers AG, Zürich, verkauft. Seither ist er mit seinem Family Office CEOS Investment GmbH als Investor aktiv.
Von 2003 bis 2006 hatte Bone-Winkel als ordentlicher Professor gleichzeitig den Stiftungslehrstuhl Immobilien-Projektentwicklung an der EBS inne. 2006 wechselte er mit Karl-Werner Schulte und Martin Wentz an das IREBS Institut für Immobilienwirtschaft an der Universität Regensburg und übernahm die Honorarprofessur für Immobilienentwicklung. Forschungsthemen von Stephan Bone-Winkel umfassen neben dem Schwerpunkt Projektentwicklung vor allem das Real Estate Asset Management, wertorientierte Immobilieninvestitionen (value investments), die Revitalisierung von Bestandsimmobilien sowie das Thema Unternehmensimmobilien. Bone-Winkel ist Mitherausgeber der im Immobilien Manager Verlag erschienenen Handbücher für Projektentwicklung und für Immobilieninvestitionen, des im De Gruyter Oldenbourg Verlags erschienenen Bands 1 Immobilienökonomie, der Schriften zu Immobilienökonomie und Immobilienrecht der Universität Regensburg sowie der Zeitschrift für Immobilienökonomie.
Er ist Gründungsmitglied von immoebs e.V. (Ehemaligenverein der IREBS) und der GIF Gesellschaft für immobilienwirtschaftliche Forschung sowie Global Trustee des Urban Land Institute.  Außerdem ist Bone-Winkel Mitglied im Fachbeirat der IREBS Immobilienakademie, Mitglied im Stiftungskuratorium der IREBS Foundation for African Real Estate Research sowie Unternehmensbeirat bei der CILON GmbH. Bone-Winkel hat in 2024 den "Award for Interdisciplinary Research on Real Estate Development" gestiftet, welcher von der ERES European Real Estate Society in 2025 erstmals vergeben wurde. Es handelt sich um den am höchsten dotierten Preis für immobilienwirtschaftliche Forschung weltweit.

## Auszeichnungen
- 2010: Award der Immobilienwirtschaft als einer von zwölf Köpfen des Jahres[11]
- 2014: ULI Leadership Award in der Kategorie Immobilienwirtschaft[12]
- 2015: Immobilienmanager Award als einer von zwei Köpfen des Jahres[13]

## Publikationen (Auswahl)
- „Asset-Manager“, Bone-Winkel, Stephan und Feldmann, Philipp (2019) in: Verena Rock, Christoph Schumacher, Hubertus Bäumer, Tobias Pfeffer (Hrsg.): Praxishandbuch Immobilienfondsmanagement und -investment, 2. Auflage, S. 517–537.
- „The Value Investment Approach to Real Estate Development: A Case Study from Berlin, Germany“, Bone-Winkel, Stephan and Rochdi, Karim (2017) in: Graham Squires, Erwin Heurkens, Richard Peiser (Hrsg.): Routledge Companien to Real Estate Development, S. 218–232, London
- „Unternehmensimmobilien: An Asset Class of High Potential“, Bone-Winkel, Stephan (2017), in: Tobias Just, Wolfgang Maennig (Hrsg.): Understanding German Real Estate Markets, S. 423–437, Regensburg.
- „Unternehmensimmobilien als Assetklasse“. Bone-Winkel, Stephan und Uttich, Steffen (2016) in: Malte-Maria Münchow (Hrsg.):  Kompendium der Logistikimmobilie, 2. Aufl- S. 123–142, Wiesbaden.
- "Projektentwicklung", Bone-Winkel, Stephan, Isenhöfer, Björn und Hofmann, Philipp (2015) in: Karl-Werner Schulte, Stephan Bone-Winkel, Wolfgang Schäfers (Hrsg.) Immobilienökonomie I Betriebswirtschaftliche Grundlagen, 5. Auflage, S. 173–248, Regensburg.
- „Grundlagen des Asset Managements“, Bone-Winkel, Stephan und Ortmann, Alexander (2009), in: Grooterhorst, Johannes u. a. (Hrsg.): Rechtshandbuch Immobilien-Asset-Management, Köln.
- „Performance von REITs – Zusammenhang und Zeitverschiebungen zwischen Mietmarktzyklen und Ergebnisentwicklung“, Bone-Winkel, Stephan, Schäfers, Wolfgang und Pfeffer, Tobias (2009), in: Zeitschrift für Immobilienökonomie (2), S. 39–57.
- „Immobilien-Portfoliomanagement“, Bone-Winkel, Stephan und Thomas, Matthias und Allendorf, Georg Josef u. a. (2008), in: Schulte, Karl-Werner u. a. (Hrsg.): Immobilienökonomie, Band 1: Betriebswirtschaftliche Grundlagen, 4. Auflage, München.
- „Leistungsprofil und Honorarstrukturen in der Projektentwicklung“, Bone-Winkel, Stephan und Fischer, Carsten (2008), in: Schulte, Karl-Werner und Bone-Winkel, Stephan (Hrsg.): Handbuch Immobilien-Projektentwicklung, 3. Auflage, Köln.
- „Wissensmanagement in der Projektentwicklung“, Bone-Winkel, Stephan und Hofmann, Philip und Schleich, Helmut (2008), in: Schulte, Karl-Werner und Bone-Winkel, Stephan (Hrsg.): Handbuch Immobilien-Projektentwicklung, 3. Auflage, Köln.